# Guldbaggen för bästa manliga skådespelare i en huvudroll
Guldbaggen för bästa manliga skådespelare i en huvudroll har, med ett par smärre förändringar i prisets namn, delats ut sedan den första Guldbaggegalan, 1964.

## Historik
Innan Guldbaggen för bästa manliga biroll instiftades, inför Guldbaggegalan 1996, benämndes denna kategori endast "Bästa skådespelare". Därefter, och innan Guldbaggegalan 2023, var prisets namn Guldbaggen för bästa manliga huvudroll.
Fram till 1992 hade man inga övriga nominerade (med undantag från 1987), utan endast en vinnare. Sedan galan 2017 har nomineringarna ökats från tre till fyra stycken.

## Vinnare och nominerade

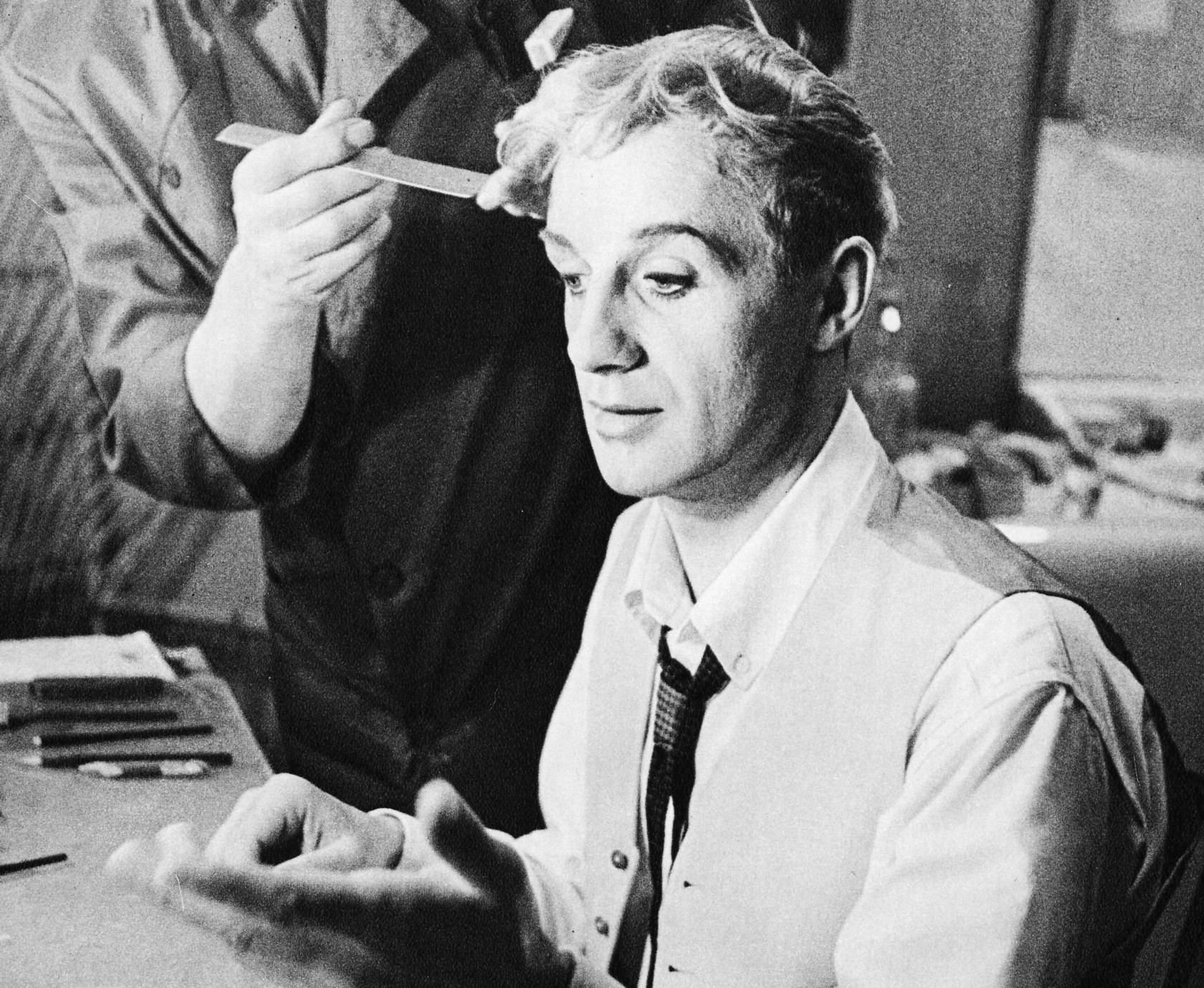
Jarl Kulle vann Guldbaggen 1965 och 1983.

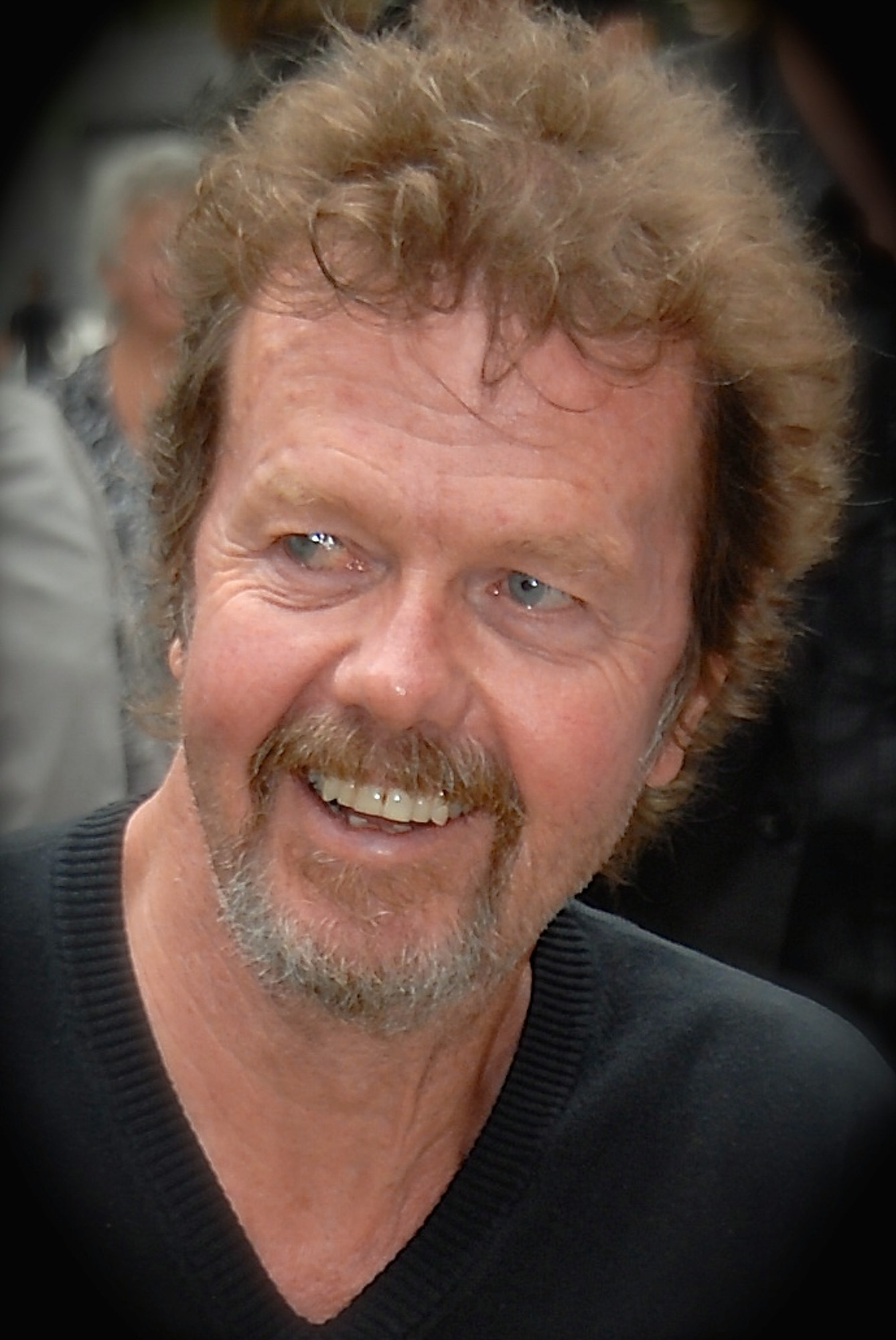
Göran Stangertz vann Guldbaggen 1975 och 1997.

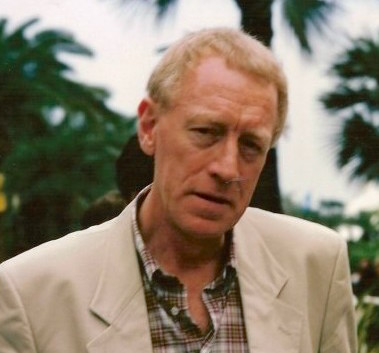
Max von Sydow vann Guldbaggen 1987 och 1996.

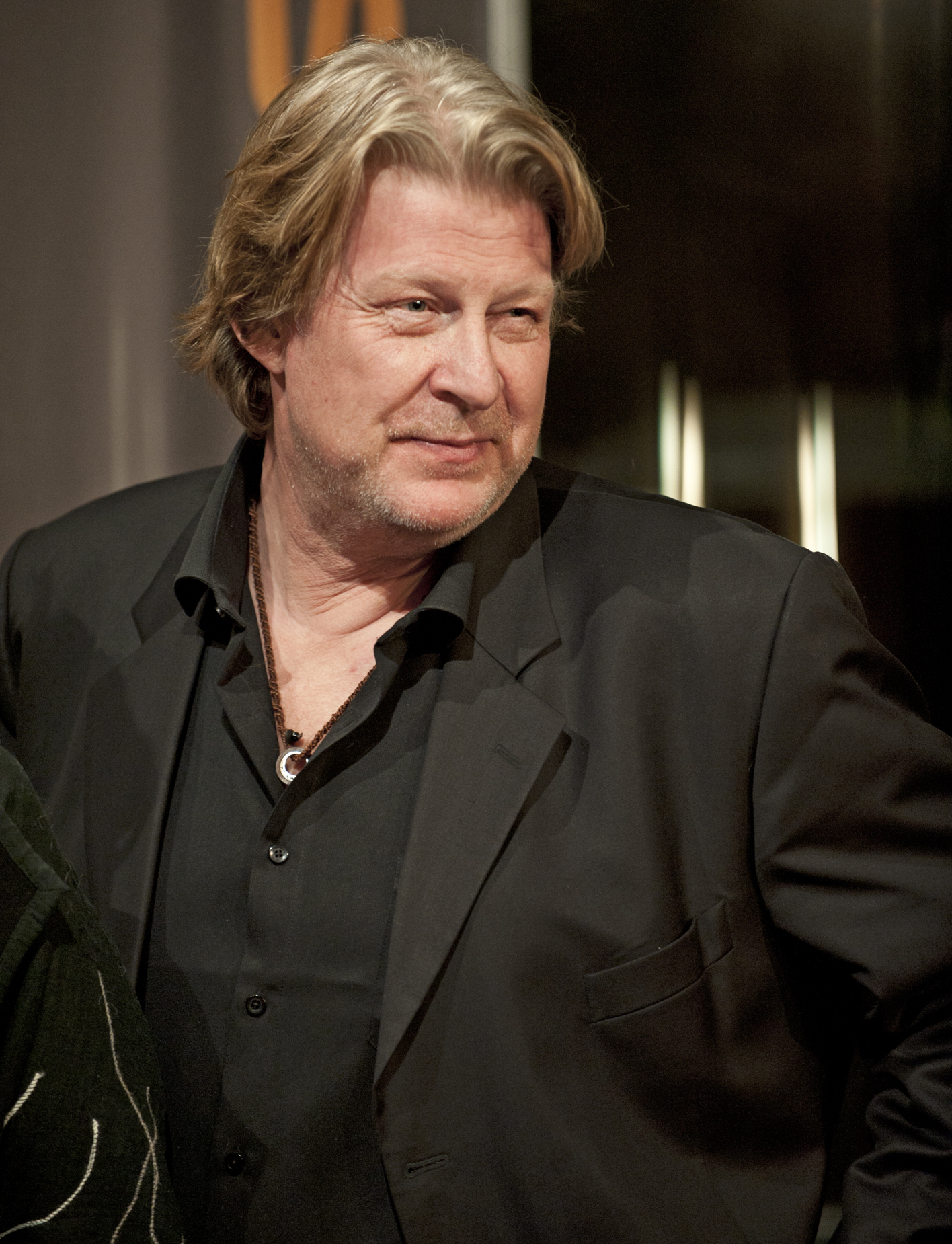
Rolf Lassgård vann Guldbaggen 1992 och 2015.

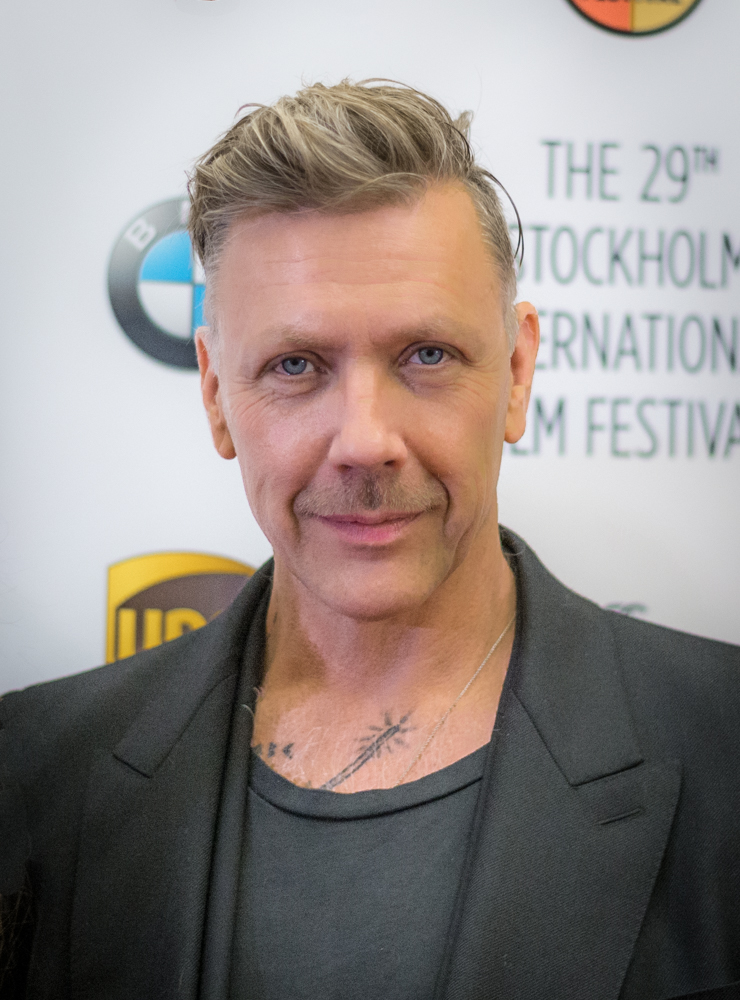
Mikael Persbrandt vann Guldbaggen 2008 och 2013, och har nominerats ytterligare sex gånger.

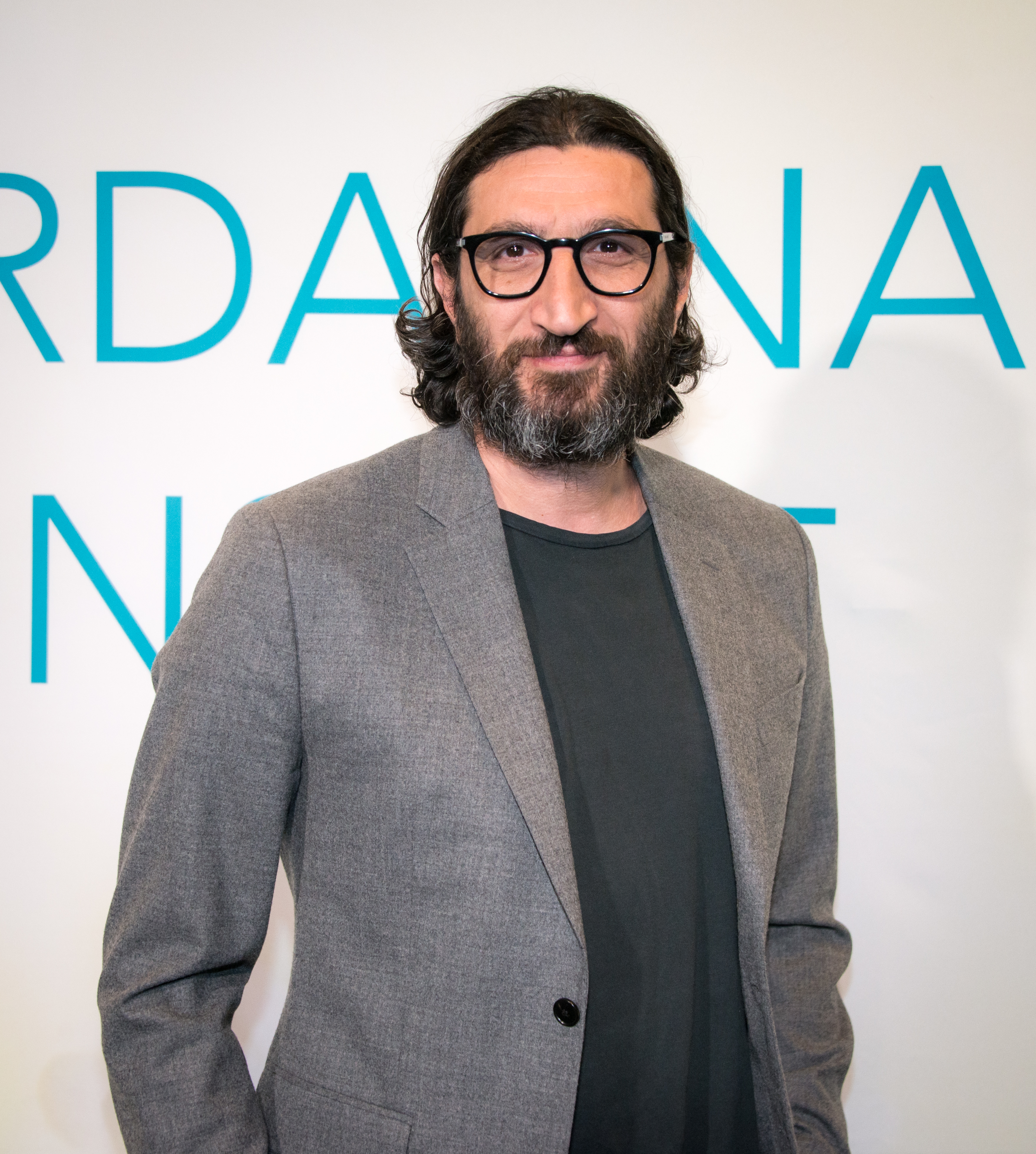
Fares Fares vann Guldbaggen 2017.

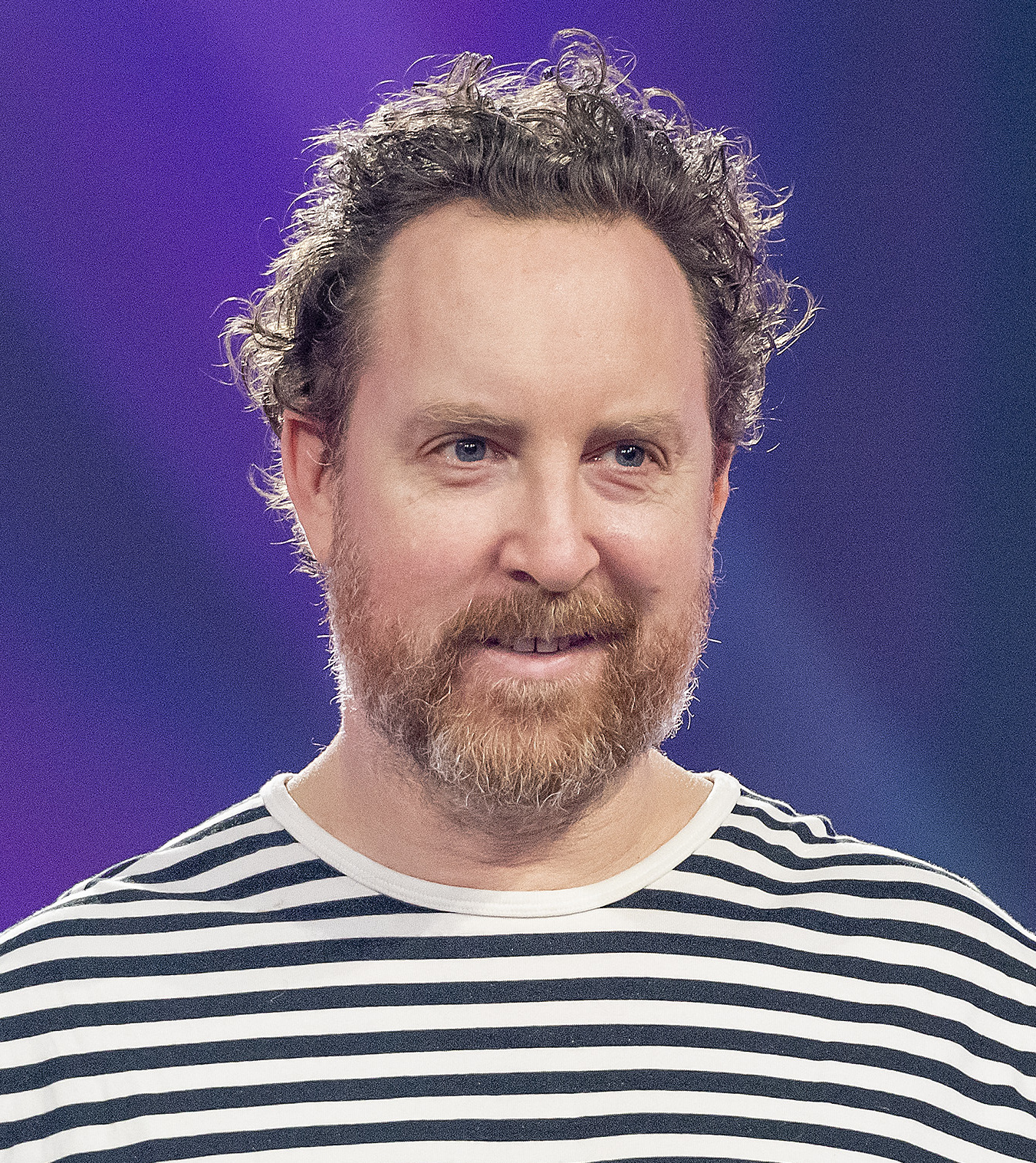
Uje Brandelius vann Guldbaggen 2020.

Vinnare presenteras överst i fetstil och gul färg, varpå övriga nominerade för samma år följer efter. Året avser det år som filmerna släpptes, varpå skådespelarna tilldelades priset året efter.

### 1960-talet
| År                | Skådespelare    | Film             | Roll             |
| ----------------- | --------------- | ---------------- | ---------------- |
| 1963 / 1964 (1:a) | Keve Hjelm      | Kvarteret Korpen | Fadern           |
| 1964 / 1965 (2:e) | Jarl Kulle      | Bröllopsbesvär   | Hilmer Westlund  |
| 1965 / 1966 (3:e) | Thommy Berggren | Heja Roland!     | Roland Jung      |
| 1966 / 1967 (4:e) | Per Oscarsson   | Svält            | Pontus           |
| 1967 / 1968 (5:e) | Halvar Björk    | Badarna          | Knoppen Berglund |
| 1968 / 1969 (6:e) | Roland Hedlund  | Ådalen 31        | Harald           |

### 1970-talet
| År                                 | Skådespelare          | Film                    | Roll                       |
| ---------------------------------- | --------------------- | ----------------------- | -------------------------- |
| 1969 / 1970 (7:e)                  | Carl-Gustaf Lindstedt | Harry Munter            | Valle                      |
| 1970 / 1971 (Ingen officiell gala) |                       |                         |                            |
| Inget pris gavs ut detta år        |                       |                         |                            |
| 1971 / 1972 (8:e)                  | Eddie Axberg          | Utvandrarna             | Robert Nilsson             |
| 1971 / 1972 (8:e)                  | Eddie Axberg          | Nybyggarna              | Robert Nilsson             |
| 1972 / 1973 (9:e)                  | Gösta Ekman           | Mannen som slutade röka | Dante Alighieri            |
| 1973 / 1974 (10:e)                 | Allan Edwall          | Emil och griseknoen     | Anton Svensson             |
| 1974 / 1975 (11:e)                 | Göran Stangertz       | Det sista äventyret     | Karl-Erik "Jimmy" Mattsson |
| 1975 / 1976 (12:e)                 | Toivo Pawlo           | Hallo Baby              | Flickans far               |
| 1976 / 1977 (13:e)                 | Håkan Serner          | Mannen på taket         | Einar Rönn                 |
| 1976 / 1977 (13:e)                 | Håkan Serner          | Bang!                   | Magnus Hinder              |
| 1977 / 1978 (14:e)                 | Anders Lönnbro        | Lyftet                  | Kennet Ahl                 |
| 1978 / 1979 (15:e)                 | Anders Åberg          | Kejsaren                | Elje (Jesaja) Ström        |

### 1980-talet
| År                 | Skådespelare       | Film                      | Roll                |
| ------------------ | ------------------ | ------------------------- | ------------------- |
| 1979 / 1980 (16:e) | Peter Lindgren     | Jag är Maria              | Jon                 |
| 1980 / 1981 (17:e) | Ingvar Hirdwall    | Barnens ö                 | Stig Utler          |
| 1981 / 1982 (18:e) | Stellan Skarsgård  | Den enfaldige mördaren    | Sven                |
| 1982 / 1983 (19:e) | Jarl Kulle         | Fanny och Alexander       | Gustav Adolf Ekdahl |
| 1984 (20:e)        | Sven Wollter       | Mannen från Mallorca      | Bo Jarnebring       |
| 1984 (20:e)        | Sven Wollter       | Sista leken               | Viktor              |
| 1985 (21:a)        | Anton Glanzelius   | Mitt liv som hund         | Ingemar             |
| 1986 (22:a)        | Erland Josephson   | Amorosa                   | David Sprengel      |
| 1986 (22:a)        | Erland Josephson   | Offret                    | Alexander           |
| 1986 (22:a)        | Tomas von Brömssen | Ormens väg på hälleberget | Jakob               |
| 1986 (22:a)        | Etienne Glaser     | Bröderna Mozart           | Walter              |
| 1987 (23:e)        | Max von Sydow      | Pelle Erövraren           | Lasse Karlsson      |
| 1988 (24:e)        | Tomas Bolme        | Fordringsägare            | Adolf               |
| 1989 (25:e)        | Stellan Skarsgård  | Täcknamn Coq Rouge        | Carl Hamilton       |
| 1989 (25:e)        | Stellan Skarsgård  | Kvinnorna på taket        | Willy               |

### 1990-talet
| År          | Skådespelare          | Film                       | Roll                         |
| ----------- | --------------------- | -------------------------- | ---------------------------- |
| 1990 (26:e) | Börje Ahlstedt        | Kaninmannen                | Bengt Nääs                   |
| 1991 (27:e) | Lasse Åberg           | Den ofrivillige golfaren   | Stig-Helmer Olsson           |
| 1991 (27:e) | Antti Reini           | Il Capitano                | Jari                         |
| 1991 (27:e) | Rolf Lassgård         | Önskas                     | Bosse                        |
| 1992 (28:e) | Rolf Lassgård         | Min store tjocke far       | Fritz Algot "Tjaffo" Nilsson |
| 1992 (28:e) | Thommy Berggren       | Söndagsbarn                | Far                          |
| 1992 (28:e) | Samuel Fröler         | Den goda viljan            | Henrik Bergman               |
| 1993 (29:e) | Sven Lindberg         | Glädjekällan               | Ragnar Persson               |
| 1993 (29:e) | Peter Haber           | Sunes sommar               | Rudolf                       |
| 1993 (29:e) | Simon Norrthon        | Tala! Det är så mörkt      | Sören                        |
| 1994 (30:e) | Sven-Bertil Taube     | Händerna                   | Ralf                         |
| 1994 (30:e) | Peter Haber           | Sommarmord                 | Sture                        |
| 1994 (30:e) | Tord Peterson         | Änglagård - andra sommaren | Ivar Pettersson              |
| 1995 (31:a) | Loa Falkman           | Pensionat Oskar            | Rune Runeberg                |
| 1995 (31:a) | Peter Haber           | Vita lögner                | Palle Hagmann                |
| 1995 (31:a) | Johan Widerberg       | Lust och fägring stor      | Stig Santesson               |
| 1996 (32:a) | Max von Sydow         | Hamsun                     | Knut Hamsun                  |
| 1996 (32:a) | Rolf Lassgård         | Jägarna                    | Erik Bäckström               |
| 1996 (32:a) | Gösta Ekman           | Nu är pappa trött igen     | Pappa (herr Khopp)           |
| 1997 (33:e) | Göran Stangertz       | Spring för livet           | Mikael                       |
| 1997 (33:e) | Björn Kjellman        | Adam & Eva                 | Adam                         |
| 1997 (33:e) | Jakob Eklund          | Spring för livet           | Erik                         |
| 1998 (34:e) | Krister Henriksson    | Veranda för en tenor       | Hoffman/Henning              |
| 1998 (34:e) | Johan H:son Kjellgren | Veranda för en tenor       | Tomas                        |
| 1998 (34:e) | Rolf Lassgård         | Under solen                | Olof                         |
| 1999 (35:e) | Björn Kjellman        | Vägen ut                   | Reine                        |
| 1999 (35:e) | Mikael Persbrandt     | Dödlig drift               | Andreas Persson              |
| 1999 (35:e) | Jakob Eklund          | Noll tolerans              | Johan Falk                   |

### 2000-talet
| År          | Skådespelare             | Film                           | Roll                 |
| ----------- | ------------------------ | ------------------------------ | -------------------- |
| 2000 (36:e) | Kjell Bergqvist          | Den bästa sommaren             | Yngve Johansson      |
| 2000 (36:e) | Per Graffman             | Före stormen                   | Ali                  |
| 2000 (36:e) | Michalis Koutsogiannakis | Det nya landet                 | Massoud              |
| 2001 (37:e) | Sven Wollter             | En sång för Martin             | Martin               |
| 2001 (37:e) | Örjan Ramberg            | Puder                          | Ambel                |
| 2001 (37:e) | Kjell Bergqvist          | Leva livet                     | Leif                 |
| 2002 (38:e) | Michael Nyqvist          | Grabben i graven bredvid       | Benny Söderström     |
| 2002 (38:e) | Artiom Bogutjarskij      | Lilja 4-ever                   | Volodja              |
| 2002 (38:e) | Mikael Persbrandt        | Alla älskar Alice              | Johan Lindberg       |
| 2003 (39:e) | Jonas Karlsson           | Detaljer                       | Stefan               |
| 2003 (39:e) | Jakob Eklund             | Om jag vänder mig om           | Rickard              |
| 2003 (39:e) | Andreas Wilson           | Ondskan                        | Erik Ponti           |
| 2004 (40:e) | Robert Gustafsson        | Fyra nyanser av brunt          | Christer & Johan     |
| 2004 (40:e) | Michael Nyqvist          | Så som i himmelen              | Daniel Daréus        |
| 2004 (40:e) | Johan Rheborg            | Fyra nyanser av brunt          | Kjell Levrén & Ernst |
| 2005 (41:a) | Krister Henriksson       | Sex, hopp & kärlek             | Bertil               |
| 2005 (41:a) | Peter Andersson          | Mun mot mun                    | Mats                 |
| 2005 (41:a) | Mikael Persbrandt        | Bang Bang Orangutang           | Åke Jönsson          |
| 2006 (42:a) | Gustaf Skarsgård         | Förortsungar                   | Johan Sahlén         |
| 2006 (42:a) | Jonas Karlsson           | Offside                        | Anders               |
| 2006 (42:a) | Anastasios Soulis        | Underbara älskade              | Jonas                |
| 2007 (43:e) | Michael Segerström       | Darling                        | Bernard              |
| 2007 (43:e) | Jonas Karlsson           | Den man älskar                 | Hannes               |
| 2007 (43:e) | Leonard Terfelt          | Leo                            | Leo                  |
| 2008 (44:e) | Mikael Persbrandt        | Maria Larssons eviga ögonblick | Sigfrid Larsson      |
| 2008 (44:e) | Gustaf Skarsgård         | Patrik 1,5                     | Göran Skoogh         |
| 2008 (44:e) | Peter Stormare           | Varg                           | Klemens              |
| 2009 (45:e) | Claes Ljungmark          | Det enda rationella            | Sven-Erik            |
| 2009 (45:e) | Olle Sarri               | Apan                           | Krister              |
| 2009 (45:e) | Björn Starrin            | Bröllopsfotografen             | Robin                |

### 2010-talet
| År          | Skådespelare                     | Film                                                  | Roll                            |
| ----------- | -------------------------------- | ----------------------------------------------------- | ------------------------------- |
| 2010 (46:e) | Joel Kinnaman                    | Snabba cash                                           | Johan "JW" Westlund             |
| 2010 (46:e) | Sebastian Hiort af Ornäs         | Sebbe                                                 | Sebbe                           |
| 2010 (46:e) | Bill Skarsgård                   | I rymden finns inga känslor                           | Simon                           |
| 2011 (47:e) | Sven-Bertil Taube                | En enkel till Antibes                                 | George                          |
| 2011 (47:e) | Mikael Persbrandt                | Stockholm Östra                                       | Johan                           |
| 2011 (47:e) | Kevin Vaz                        | Play                                                  | Kevin                           |
| 2012 (48:e) | Johannes Brost                   | Avalon                                                | Janne                           |
| 2012 (48:e) | Bengt C.W. Carlsson              | Lycka till och ta hand om varandra                    | Alvar                           |
| 2012 (48:e) | Matias Varela                    | Snabba Cash II                                        | Jorge Salinas Barrio            |
| 2013 (49:e) | Mikael Persbrandt                | Mig äger ingen                                        | Hasse                           |
| 2013 (49:e) | Robert Gustafsson                | Hundraåringen som klev ut genom fönstret och försvann | Allan Karlsson                  |
| 2013 (49:e) | Matias Varela                    | Snabba Cash – Livet deluxe                            | Jorge Salinas Barrio            |
| 2014 (50:e) | Sverrir Gudnason                 | Flugparken                                            | Kristian Keskitalo              |
| 2014 (50:e) | Johannes Bah Kuhnke              | Turist                                                | Tomas                           |
| 2014 (50:e) | David Dencik                     | Gentlemen                                             | Henry Morgan                    |
| 2015 (51:a) | Rolf Lassgård                    | En man som heter Ove                                  | Ove                             |
| 2015 (51:a) | Filip Berg                       | Odödliga                                              | Isak                            |
| 2015 (51:a) | Ulrik Munther                    | Efterskalv                                            | John                            |
| 2016 (52:a) | Anders Mossling                  | Yarden                                                | 11811                           |
| 2016 (52:a) | Milan Dragišić                   | Min faster i Sarajevo                                 | Zlatan                          |
| 2016 (52:a) | Lennart Jähkel                   | Granny´s Dancing on the Table                         | Fadern                          |
| 2016 (52:a) | Jonathan Silén                   | Det moderna projektet                                 | Simon                           |
| 2017 (53:e) | Fares Fares                      | The Nile Hilton Incident                              | Noredin                         |
| 2017 (53:e) | Claes Bang                       | The Square                                            | Christian                       |
| 2017 (53:e) | Reine Brynolfsson                | Korparna                                              | Agne                            |
| 2017 (53:e) | Sverrir Gudnason                 | Borg                                                  | Björn Borg                      |
| 2018 (54:e) | Joakim Sällquist                 | Goliat                                                | Roland                          |
| 2018 (54:e) | Fredrik Dahl                     | Amatörer                                              | Musse                           |
| 2018 (54:e) | Sebastian Ljungblad              | Goliat                                                | Kimmie                          |
| 2018 (54:e) | Mikael Persbrandt                | Tårtgeneralen                                         | Hasse P                         |
| 2019 (55:e) | Levan Gelbakhiani                | And Then We Danced                                    | Merab                           |
| 2019 (55:e) | Jonas Karlsson                   | Quick                                                 | Hannes Råstam                   |
| 2019 (55:e) | Johannes Kuhnke                  | Jag kommer hem igen till jul                          | Anders                          |
| 2019 (55:e) | Gustaf Skarsgård & Matias Varela | 438 dagar                                             | Martin Schibbye & Johan Persson |

### 2020-talet
| År          | Skådespelare      | Film                                   | Roll                            |
| ----------- | ----------------- | -------------------------------------- | ------------------------------- |
| 2020 (56:e) | Uje Brandelius    | Spring Uje spring                      | Uje                             |
| 2020 (56:e) | Adel Darwish      | Ghabe                                  | Monir                           |
| 2020 (56:e) | Rolf Lassgård     | Min pappa Marianne                     | Marianne                        |
| 2020 (56:e) | Johan Rheborg     | Orca                                   | Claes                           |
| 2021 (57:e) | Jonas Karlsson    | Sagan om Karl-Bertil Jonssons julafton | Tyko Jonsson                    |
| 2021 (57:e) | Mustapha Arab     | Vinterviken                            | John-John                       |
| 2021 (57:e) | Erik Enge         | Tigrar                                 | Martin Bengtsson                |
| 2021 (57:e) | Gustaf Skarsgård  | Utvandrarna                            | Karl-Oskar                      |
| 2022 (58:e) | Granit Rushiti    | Jag är Zlatan                          | Zlatan                          |
| 2022 (58:e) | Tawfeek Barhom    | Boy from Heaven                        | Adam                            |
| 2022 (58:e) | Oscar Töringe     | Comedy Queen                           | Abbe                            |
| 2022 (58:e) | Sven Wollter      | Dag för dag                            | Malte                           |
| 2023 (59:e) | Joel Spira        | Syndabocken                            | Dimman                          |
| 2023 (59:e) | Gustaf Hammarsten | Tillsammans 99                         | Göran                           |
| 2023 (59:e) | Payman Maadi      | Motståndaren                           | Iman                            |
| 2023 (59:e) | Mikael Persbrandt | Hammarskjöld                           | Dag Hammarskjöld                |
| 2024 (60:e) | Herbert Nordrum   | Hypnosen                               | André                           |
| 2024 (60:e) | Filip Berg        | Strul                                  | Conny                           |
| 2024 (60:e) | Robert Gustafsson | Jönssonligan kommer tillbaka           | Charles-Ingvar "Sickan" Jönsson |
| 2024 (60:e) | Pål Sverre Hagen  | Släpp taget                            | Gustav                          |

## Flerfaldiga vinnare och nominerade
I denna kategori har, i och med Guldbaggegalan 2025, totalt tio skådespelare vunnit två baggar. Av dessa har Mikael Persbrandt nominerats flest gånger; totalt åtta.
| Skådespelare       | Antal vinster | Antal nomineringar |
| ------------------ | ------------- | ------------------ |
| Mikael Persbrandt  | 2             | 8                  |
| Rolf Lassgård      | 2             | 6                  |
| Jonas Karlsson     | 2             | 5                  |
| Sven Wollter       | 2             | 3                  |
| Krister Henriksson | 2             | 2                  |
| Jarl Kulle         | 2             | 2                  |
| Stellan Skarsgård  | 2             | 2                  |
| Göran Stangertz    | 2             | 2                  |
| Max von Sydow      | 2             | 2                  |
| Sven-Bertil Taube  | 2             | 2                  |
| Gustaf Skarsgård   | 1             | 4                  |
| Robert Gustafsson  | 1             | 3                  |
| Thommy Berggren    | 1             | 2                  |
| Kjell Bergqvist    | 1             | 2                  |
| Gösta Ekman        | 1             | 2                  |
| Sverrir Gudnason   | 1             | 2                  |
| Björn Kjellman     | 1             | 2                  |
| Michael Nyqvist    | 1             | 2                  |
| Jakob Eklund       | 0             | 3                  |
| Peter Haber        | 0             | 3                  |
| Matias Varela      | 0             | 3                  |
| Filip Berg         | 0             | 2                  |
| Johan Rheborg      | 0             | 2                  |